# Noumena
Noumena – fiński zespół wykonujący melodic death metal, założony w 1998 roku. Nazwa zespołu pochodzi od filozoficznego terminu noumen, używanego przez Immanuela Kanta.

## Dyskografia
| Pride / Fall                            | - Data: 2002 - Wydawca: Catharsis Records                   | –  |
| Absence                                 | - Data: 13 kwietnia 2005 - Wydawca: Spikefarm Records       | –  |
| Anatomy of Life                         | - Data: 1 listopada 2006 - Wydawca: Spikefarm Records       | –  |
| Death Walks with Me                     | - Data: 18 kwietnia 2013 - Wydawca: Haunted Zoo Productions | 27 |
| Myrrys                                  | - Data: 28 kwietnia 2017 - Wydawca: Haunted Zoo Productions |    |
| „–” oznacza, że album nie był notowany. |                                                             |    |